# Canotaj la Jocurile Olimpice de vară din 2000

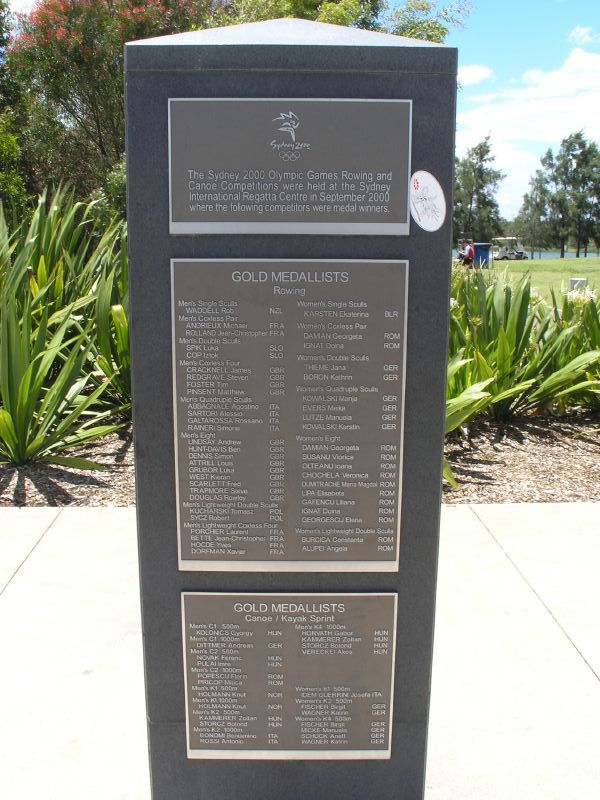
Coloana memorială olimpică

Probele sportive de canotaj la Jocurile Olimpice de vară din 2000 s-au desfășurat în perioada 17–24 septembrie 2000 la Centrul Internațional de Regate din Sydney.

## Rezultate

### Masculin
| Probă                                | Aur | Argint | Bronz |
| Simplu vâsle detalii                 | Rob Waddell · Noua Zeelandă (NZL) | Xeno Müller · Elveția (SUI) | Marcel Hacker · Germania (GER) |
| Dublu vâsle detalii                  | Luka Špik Iztok Čop (SLO) | Olaf Tufte Fredrik Bekken (NOR) | Giovanni Calabrese Nicola Sartori (ITA) |
| Patru vâsle detalii                  | Italia (ITA) · Agostino Abbagnale · Alessio Sartori · Rossano Galtarossa · Simone Raineri                                                                           | Olanda (NED) · Jochem Verberne · Dirk Lippits · Diederik Simon · Michiel Bartman                                                                            | Germania (GER) · Marco Geisler · Andreas Hajek · Stephan Volkert · André Willms                                                                                                 |
| Dublu rame detalii                   | Michel Andrieux J. C. Rolland (FRA) | Ted Murphy Sebastian Bea (USA) | Matthew Long James Tomkins (AUS) |
| Patru rame fără cârmaci detalii      | Marea Britanie (GBR) · James Cracknell · Steve Redgrave · Tim Foster · Matthew Pinsent                                                                              | Italia (ITA) · Valter Molea · Riccardo Dei Rossi · Lorenzo Carboncini · Carlo Mornati                                                                       | Australia (AUS) · James Stewart · Ben Dodwell · Geoff Stewart · Bo Hanson |
| Opt rame cu cârmaci detalii          | Marea Britanie (GBR) · Andrew Lindsay · Ben Hunt-Davis · Simon Dennis · Louis Attrill · Luka Grubor · Kieran West · Fred Scarlett · Steve Trapmore · Rowley Douglas | Australia (AUS) · Christian Ryan · Alastair Gordon · Nick Porzig · Rob Jahrling · Mike McKay · Stuart Welch · Daniel Burke · Jaime Fernandez · Brett Hayman | Croația (CRO) · Igor Francetić · Tihomir Franković · Tomislav Smoljanović · Nikša Skelin · Siniša Skelin · Krešimir Čuljak · Igor Boraska · Branimir Vujević · Silvijo Petriško |
| Dublu vâsle categoria ușoară detalii | Tomasz Kucharski Robert Sycz (POL) | Elia Luini Leonardo Pettinari (ITA) | Pascal Touron Thibaud Chapelle (FRA) |
| Patru vâsle categoria ușoară detalii | Franța (FRA) · Laurent Porchier · Jean-Christophe Bette · Yves Hocdé · Xavier Dorfman                                                                               | Australia (AUS) · Simon Burgess · Anthony Edwards · Darren Balmforth · Robert Richards                                                                      | Danemarca (DEN) · Søren Madsen · Thomas Ebert · Eskild Ebbesen · Victor Feddersen                                                                                               |

### Feminin
| Probă                                | Aur | Argint | Bronz |
| Simplu vâsle detalii                 | Ekaterina Karsten · Belarus (BLR) | Rumeana Neikova · Bulgaria (BUL) | Katrin Rutschow-Stomporowski · Germania (GER) |
| Dublu vâsle detalii                  | Jana Thieme Kathrin Boron (GER) | Pieta van Dishoeck Eeke van Nes (NED) | Birutė Šakickienė Kristina Poplavskaja (LTU) |
| Patru vâsle detalii                  | Germania (GER) · Meike Evers · Kerstin Kowalski · Manja Kowalski · Manuela Lutze | Marea Britanie (GBR) · Guin Batten · Miriam Batten · Katherine Grainger · Gillian Lindsay                                                                                   | Rusia (RUS) · Oksana Dorodnova · Irina Fedotova · Iulia Levina · Larisa Merk                                                                                            |
| Dublu rame detalii                   | Georgeta Damian Doina Ignat (ROU) | Kate Slatter Rachael Taylor (AUS) | Karen Kraft Melissa Ryan (USA) |
| Opt rame cu cârmaci detalii          | România (ROU) · Veronica Cochela · Georgeta Damian · Maria Magdalena Dumitrache · Liliana Gafencu · Elena Georgescu · Doina Ignat · Elisabeta Lipă · Ioana Olteanu · Viorica Susanu | Olanda (NED) · Tessa Appeldoorn · Carin ter Beek · Pieta van Dishoeck · Elien Meijer · Eeke van Nes · Nelleke Penninx · Martijntje Quik · Anneke Venema · Marieke Westerhof | Canada (CAN) · Buffy Alexander · Laryssa Biesenthal · Heather Davis · Alison Korn · Theresa Luke · Heather McDermid · Emma Robinson · Lesley Thompson · Dorota Urbaniak |
| Dublu vâsle categoria ușoară detalii | Constanța Burcică Angela Alupei (ROU) | Valerie Viehoff Claudia Blasberg (GER) | Christine Collins Sarah Garner (USA) |

## Clasament pe medalii
| Loc   | Țară                       | Aur | Argint | Bronz | Total |
| ----- | -------------------------- | --- | ------ | ----- | ----- |
| 1     | România                    | 3   | –      | –     | 3     |
| 2     | Germania                   | 2   | 1      | 3     | 6     |
| 3     | Marea Britanie             | 2   | 1      | –     | 3     |
| 4     | Franța                     | 2   | –      | 1     | 3     |
| 5     | Italia                     | 1   | 2      | 1     | 4     |
| 6     | Noua Zeelandă              | 1   | –      | –     | 1     |
| 6     | Polonia                    | 1   | –      | –     | 1     |
| 6     | Slovenia                   | 1   | –      | –     | 1     |
| 6     | Belarus                    | 1   | –      | –     | 1     |
| 10    | Australia                  | –   | 3      | 2     | 5     |
| 11    | Olanda                     | –   | 3      | –     | 3     |
| 12    | Statele Unite ale Americii | –   | 1      | 2     | 3     |
| 13    | Bulgaria                   | –   | 1      | –     | 1     |
| 13    | Norvegia                   | –   | 1      | –     | 1     |
| 13    | Elveția                    | –   | 1      | –     | 1     |
| 16    | Danemarca                  | –   | –      | 1     | 1     |
| 16    | Canada                     | –   | –      | 1     | 1     |
| 16    | Croația                    | –   | –      | 1     | 1     |
| 16    | Lituania                   | –   | –      | 1     | 1     |
| 16    | Rusia                      | –   | –      | 1     | 1     |
| Total | Total                      | 14  | 14     | 14    | 42    |